# Chameleonní textilie
Chameleonní textilie (anglicky chromic textiles) jsou textilní materiály s povrchem zušlechtěným chemickými sloučeninami, které způsobují spolu s vnějšími popudy výraznou změnu barvy.

## Zušlechťovací prostředky
Tyto sloučeniny (anglicky chromic compounds) jsou barviva a pigmenty používané v mnoha technických oborech v asi dvaceti variantách. Pro účely zušlechťování textilií byly zkoumány termo-, foto-, elektro- a halochromní sloučeniny. Jako prakticky použitelné se dosud osvědčily termochromní a fotochromní sloučeniny.
- Termochromní sloučeniny reagují při zvýšení teploty změnou barvy. Na chameleonní textilie se používají nejčastěji leuco barviva a na potiskování tekuté krystaly. Z praktického použití je v 21. století známé několik druhů svrchních oděvů, textilní senzory jsou ve stádiu výzkumu.
- U fotochromních úprav je způsobena změna barvy rozdílem v absorpci světla a UV záření mezi dvěma chemikáliemi, které sloučenina obsahuje. Jako fotochromní prostředky se jen zřídka používají barviva, pro dlouhodobé účinky úpravy se nejlépe osvědčily pigmenty ze sloučenin stroncia a hliníku dopované lanthanoidy. Nejčastěji používané složení pro emise:
  - červené = Y2O2S:Mg2+/ Ti4+
  - zelené = SrAl2O4:Eu2+/ Dy3+
  - modré = CaAl2O4:Eu2+/ Nd3+[1][3]

## Výrobní technologie
Aktivace textilních povrchů pomocí tisku, laminace, impregnace funkčních prvků ve formě nanovrstev.
Např. bavlněné pleteniny se konvenčně barví a potom potiskují sítotiskem, suší a termofixují (160 °C).

## Příklady výrobků
Morphotex® japonské firmy Teijin je nejstarší známá značka chameleonních textilií. Asi od začátku 21. století se vyrábí jako plošné textilie laminované s tenkou 70 µm fólií z polyesterových nebo polyamidových nanočástic ve 4 barvách a také jako filament, stříž nebo prášek.
V roce 2014 byly představeny veřejnosti nové výrobky s fotochromní úpravou vláken vyvinuté na TU Liberec spolu s měřícím přístrojem Fotochrom vlastní konstrukce.

## Galerie chameleonních textilií

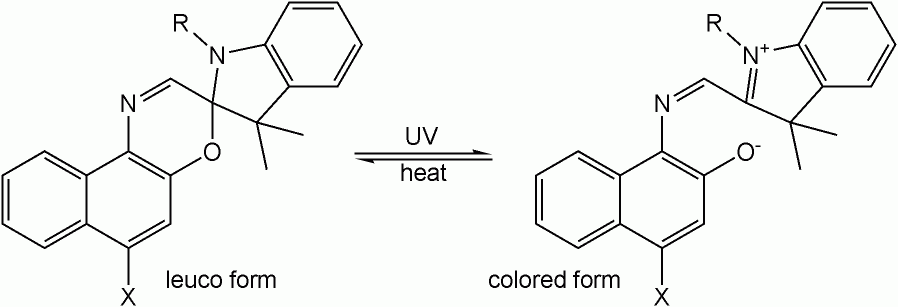
Schéma fotochromní reakce: leuco barvivo pod účinkem UV záření
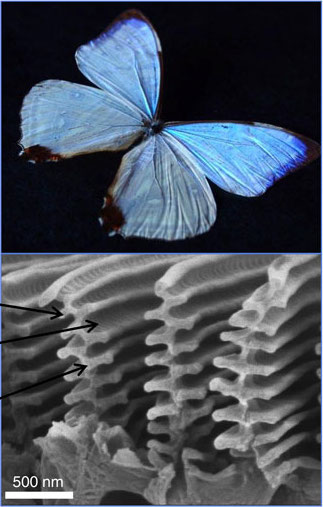
Nanostruktura způsobující měňavé barvy motýla Morpho sulkowskyi
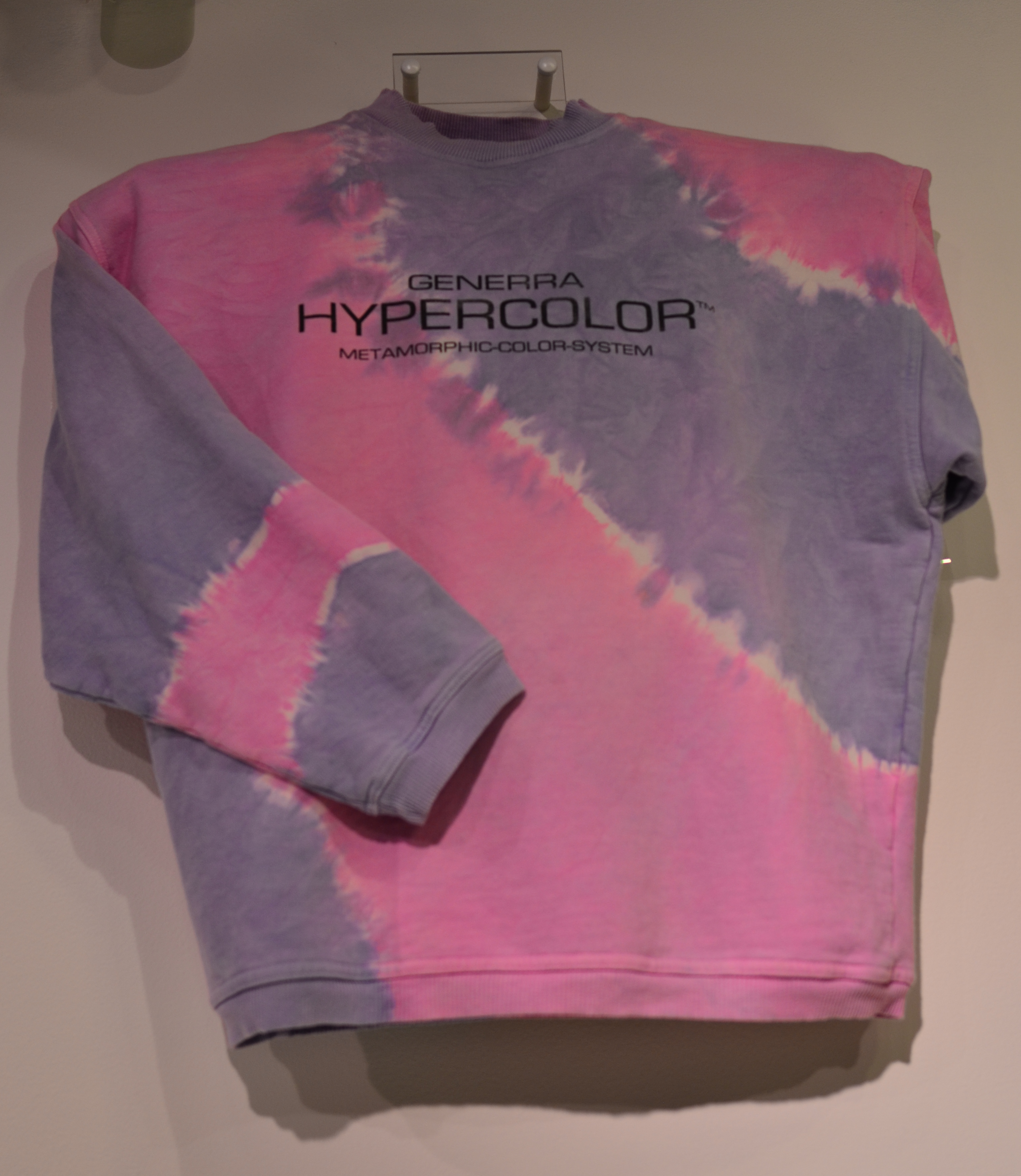
Mikina z roku 1991/92 s termochromní úpravou (neznámý výrobce)
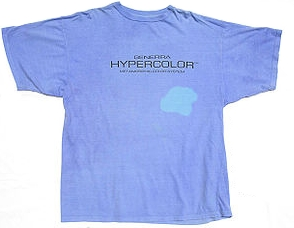
Chameleonní tričko – změna barvy po zahřívání fénem (2007)
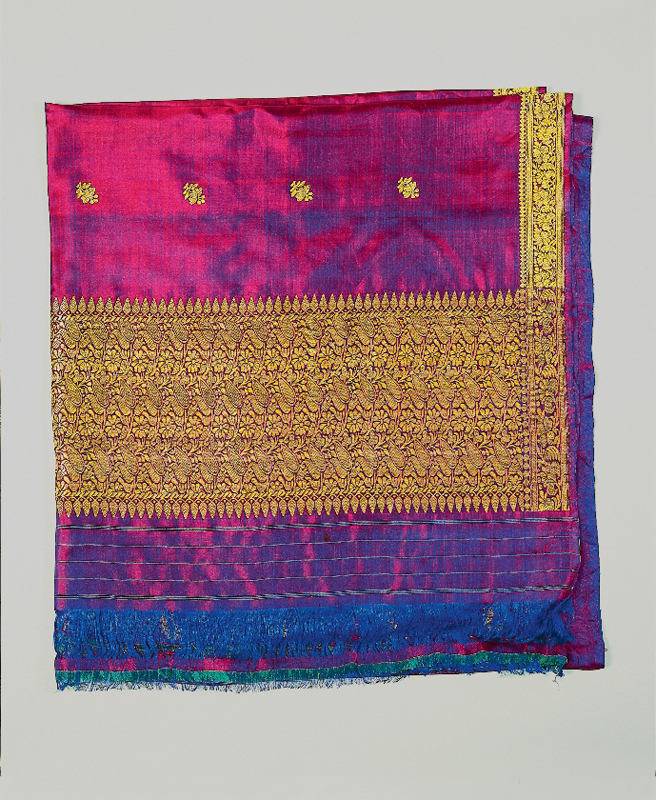
Šanžán/chameleon se vzorem ze zlatých nití (Řecko 1970)